# معيار ساجان

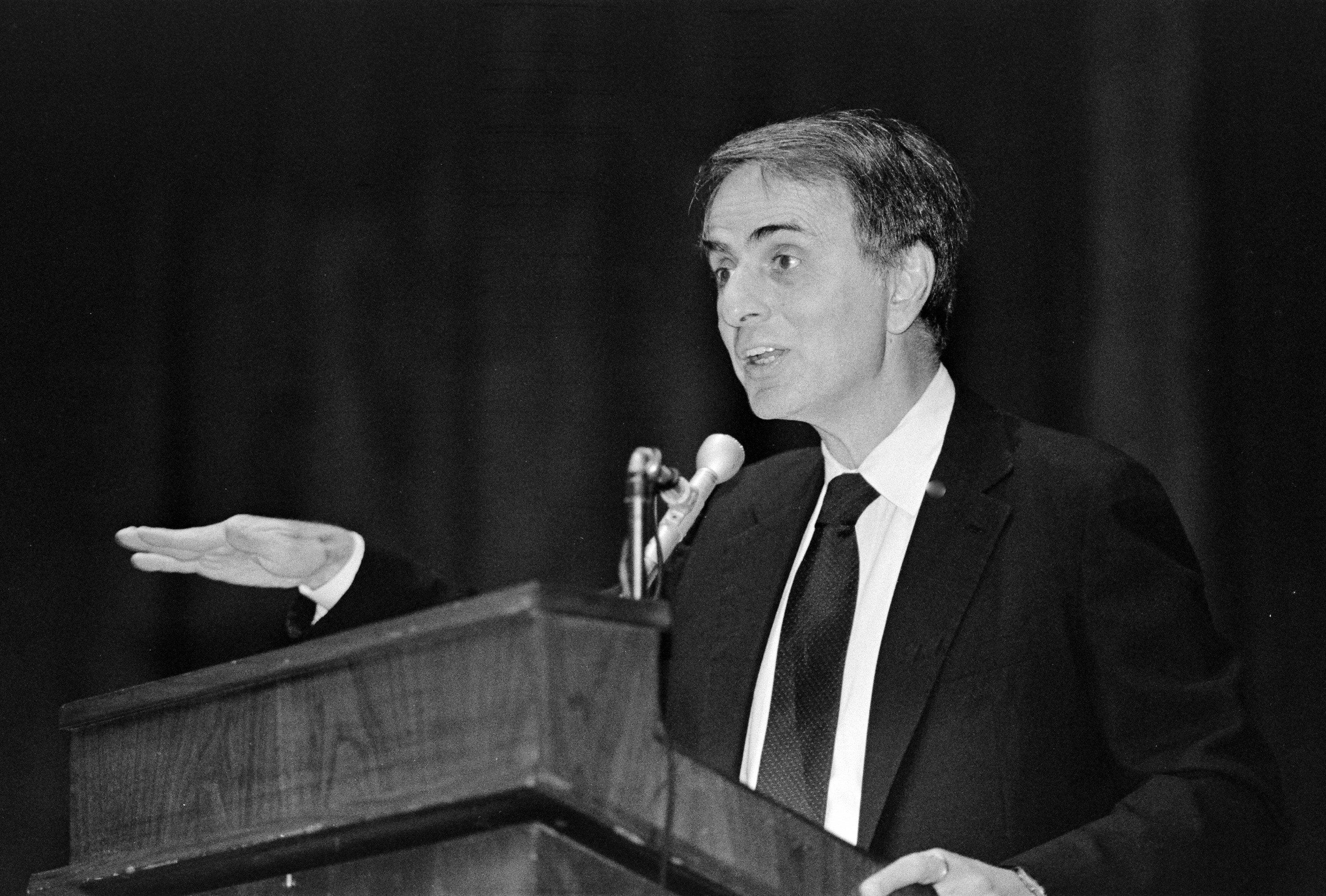

معيار ساجان هو القول المأثور الذي يؤكد على أن الادعاءات الاستثنائية (غير عادية) تتطلب أدلة استثنائية (غير عادية).

## تاريخ
أشاع هذا القول المأثور عالم الفلك الأمريكي الراحل كارل ساجان (1934–1996). طرح آخرون هذه الفكرة ولكن بشكل مختلف. قال بيير سيمون لابلاس(1749–1827) «يجب أن يتناسب وزن أدلة الأدعاءات الإستثنائية مع غرابتها». في عام 1808، قال توماس جيفرسون (1743–1826) أيضا: «إن ألف ظاهرة تبرز نفسها يوميا لا يمكن تفسيرها، ولكن أينما كانت الحقائق، فهي لا تتناسب مع قوانين الطبيعة كما نعرفها حتى الآن، فأشكالها المختلفة تتطلب إثباتات تتناسب مع صعوبتها». وفي كتابه «عن الإستشنائية: محاولة للتوضيح» (1978)، قال عالم الاجتماع مارسيلو تروتسي Marcello Truzzi «الإدعاء الاستثنائي يتطلب دليلا إستثنائي».